# Boris Kazakow
Boris Aleksandrowicz Kazakow, ros. Борис Александрович Казаков (ur. 6 listopada 1940 w Kujbyszewie, Rosyjska FSRR, zm. 25 listopada 1978 w Kujbyszewie) – rosyjski piłkarz, grający na pozycji napastnika, reprezentant ZSRR, trener piłkarski.

## Kariera piłkarska

### Kariera klubowa
W 1960 rozpoczął profesjonalną karierę piłkarską w miejscowym klubie Krylja Sowietow Kujbyszew. Potem służył w wojskowym klubie CSKA Moskwa. W 1967 powrócił do Krylji Sowietow Kujbyszew. W 1973 roku zakończył karierę piłkarską zespole Kord Bałakowo.

### Kariera reprezentacyjna
22 lipca 1963 zadebiutował w olimpijskiej reprezentacji Związku Radzieckiego w meczu z Finlandią wygranym 7:0, w którym zdobył 2 bramki. 16 maja 1965 debiutował w narodowej reprezentacji ZSRR w meczu z Austrią zremisowanym 0:0. Łącznie rozegrał 6 meczów i strzelił 1 gola.

## Kariera trenerska
Po zakończeniu kariery piłkarskiej rozpoczął pracę trenerską. W 1978 objął stanowisko starszego trenera w klubie Torpedo Togliatti. 25 listopada 1978 zginął tragicznie w Kujbyszewie, w wieku 38 lat. Kazakow razem ze swoimi przyjaciółmi wybrał się powędkować. Kiedy ich samochód przejeżdżał po lodzie na drugą stronę rzeki, lód nie wytrzymał i samochód wpadł do wody. Z tonącego samochodu udało się uratować trzem osobom, trzy inne, w tym Kazakow, utonęły.

## Sukcesy i odznaczenia

### Sukcesy klubowe
- brązowy medalista Mistrzostw ZSRR: 1964, 1965

### Sukcesy indywidualne
- wicekról strzelców Mistrzostw ZSRR: 1962 (16 goli)
- członek Klubu Grigorija Fiedotowa: 111 goli
- najlepszy strzelec klubu Krylja Sowietow Samara: 61 gol
- wybrany do listy 33 najlepszych piłkarzy ZSRR: Nr 3 (1964)

### Odznaczenia
- tytuł Mistrza Sportu ZSRR: 1961